# Editio typica
Der lateinische Ausdruck Editio typica bezeichnet die normativen Ausgaben der liturgischen Bücher in lateinischer Sprache, die für die Feier der Liturgie in der römisch-katholischen Kirche maßgeblich sind. Auch die Nova Vulgata wurde als Editio typica promulgiert, da in allen liturgischen Zusammenhängen der Text dieser Bibelausgabe zu verwenden ist. Der Ausdruck entspricht dem Konzept der editio Romana für nicht-liturgische Texte (z. B. das Corpus Iuris Canonici).
Seitdem das Zweite Vatikanische Konzil die Verwendung von üblichen Verkehrssprachen auch für die Feier der Heiligen Messe gestattet hat, werden volkssprachliche Übersetzungen anhand der Editiones typicae des Missale Romanum (Messbuch), des Rituale Romanum, des Pontificale Romanum und des jetzt Liturgia horarum (Stundengebet) genannten Breviarium Romanum erarbeitet.
Derzeit ist eine neue deutsche Übersetzung der dritten Editio typica des Messbuchs von 1970 in Bearbeitung, die 2002 von Papst Johannes Paul II. veröffentlicht wurde, im Wesentlichen aber dem Missale Romanum Pauls VI. von 1970 folgt, also den von der Liturgiereform gewollten Usus instauratus des Römischen Ritus bestätigt hat.

## Quelle
- Liturgisches Institut Trier